# 氯化亚铕
氯化亚铕是一种由铕和氯形成的无机化合物，化学式为EuCl2，它在短波紫外光下发出亮蓝色荧光。

## 制备
- 还原
  - 氢气高温还原氯化铕：[4]2 EuCl3 + H2 → 2 EuCl2 + 2 HCl
  - 无水氯化铕和硼氢化锂在四氢呋喃中反应：[5] 2 EuCl3 + 2 LiBH4 → 2 EuCl2 + 2 LiCl + H2↑ + B2H6↑
  - 锂/萘在四氢呋喃中还原氯化铕[6]

- 氧化
  - 铕和氯化铵在液氨中反应：[3] Eu + 2 NH4Cl → EuCl2 + 2 NH3 + H2↑

## 性质
氯化亚铕可以形成黄色的八氨合物EuCl2·8NH3，它可分解为浅黄色的EuCl2·NH3。它和二氢化铕在120 bar H2下反应，得到EuClH，它在紫外线下发出亮绿色的荧光。
研磨氯化亚铕和氢化铝钠的混合物，可以得到Eu(AlH4)2，它在200 °C以上分解为EuAlH5。将氯化亚铕与氯化钠和氯化铕共热，可以得到紫色的混合价态化合物Na5Eu7Cl22。